# Министерство юстиции Турции
Министерство юстиции Турции — министерство Турецкой Республики, регулирующее деятельность в области юстиции Турции.

## История
В 1879 году было организовано Министерство юстиции Османской империи. Оно было также ответственно по делам религии. 
Министерство получило право надзора над коммерческими судами и апелляционными инстанциями коммерческих судов. До этого контроль над ними осуществлялся министерством торговли Османской империи. Штаб-квартира Министерства располагалась в Стамбуле.
В 1920 году Министерство юстиции Османской империи было заменено вновь созданным Министерством юстиции Турецкой республики после принятия нового законодательства, основанного на системе гражданского права Швеции. 
Министерство было несколько раз реорганизовано в соответствии с изменениями системы юстиции Турции.

## Полномочия
Министерство осуществляет надзор за правовой системой Турции.
Основные функции
- Надзор в области судебной системы
- Надзор за прокуратурой
- Разработка и внедрение мер для улучшения эффективности деятельности системы юстиции
- Предоставление юридических заключений правительству и государственным органам
- Обеспечение прав человека и верховенства права
- Надзор за применением международных договоров в области юстиции и законодательства

## Структура
- Управление уголовных дел
- Управление законодательства
- Управление по делам Европейского союза и международных отношений
- Управление по правам человека
- Управление тюрем и арестных домов

## Министры
- Мехмет Али Шахин (29 августа 2007 — 1 мая 2009)
- Садулла Эргин (1 мая 2009 — 8 марта 2011)
- Ахмет Кахраман (8 марта 2011 — 6 июля 2011)
- Садулла Эргин (6 июля 2011 — 25 декабря 2013)
- Бекир Боздаг (25 декабря 2013 — 7 марта 2015)
- Кенан Ипек (7 марта 2015 — 24 ноября 2015)
- Бекир Боздаг (24 ноября 2015 — 19 июля 2017)
- Абдулхамит Гюль (19 июля 2017 — 29 января 2022)[2]
- Бекир Боздаг (29 января 2022 — 3 июня 2023)[2]
- Йылмаз Тунч (с 3 июня 2023)[3][4]